# Неоэволюционизм
Понятие неоэволюционизм возникло в середине 1950-x годов благодаря работам американского этнолога Лесли Уайта и американского антрополога Джулиана Стюарда. В основе неоэволюционизма сохранились основные постулаты традиционного эволюционизма, но вместо идеи однолинейного развития культуры неоэволюционистами были предложены несколько концепций эволюции, таких как теория общего и частного развития, закон культурной доминанты и др. Неоэволюционисты опирались в своих работах не на философию или историю, а на конкретные науки, непосредственно имеющие дело с социальными изменениями. Это такие дисциплины, как палеонтология, археология, этнология и историография.
Неоэволюционисты рассматривали историю общества как совокупность замкнутых систем, развивающихся в разных направлениях. Такое развитие являлось результатом приспособления человека к различным экологическим средам.
Существует три типа эволюционной концепции: однолинейная, универсальная и многолинейная.
Концепция однолинейной эволюции требует наличия универсальных стадий последовательного развития социокультурных систем — таких, например, как «дикость — варварство — цивилизация». В настоящее время она не применяется.
Идея универсальной эволюции заключается в обнаружении глобальных изменений, имеющих форму развития.
Теория многолинейной эволюции допускает существование множества приблизительно одинаковых путей социокультурного развития и установка всеобщих законов эволюции не является её целью.

## Лесли Уайт
Лесли Уайт в своих работах рассматривает культуру как инструмент, используя который человек приспосабливается к природе. «Каждый человек и каждый класс в первобытном обществе обладали свободным доступом к природным ресурсам и средствам производства. Именно эта свобода эксплуатации природы сделала невозможной в первобытном обществе, основанном на родстве, эксплуатацию человека человеком» — пишет Лесли Уайт в своём трактате «Эволюция культуры» («Эволюционизм и антиэволюционизм в американской этнологической теории», глава 3 «Возрождение эволюционизма», стр. 595.) Он утверждает, что все части культуры связаны между собой, но главной он выделяет технологические системы. Развитие культуры напрямую зависит от увеличения числа источников энергии и количества энергии потребляемой одним человеком за год и эффективности её использования. Таким образом, получается, что человек господствует над природой.
Новые источники энергии возникают эволюционным путём от энергии собственного тела до электричества и ядерной энергии. Уайт считал культуру системой, целью которой является создание безопасных и максимально пригодных для человека условий жизни. Культура играет важную роль в формировании человека как личности. Особое внимание в своих взглядах Уайт уделяет теории символов, которые, по его мнению, играют главную роль в любой культуре. Символическое поведение является важным признаком культуры, потому как использование символов — это одна из основных способностей человека.

## Джулиан Стюард
Антрополог Джулиан Стюард разработал так называемую теорию многолинейной эволюции. Заключалась эта теория в том, что культура является особой системой, эволюция которой зависит от приспособления данной культуры к определенным экологическим условиям. Таким образом, два общества, развивающиеся в схожих природных условиях и находящиеся на одном технологическом уровне должны одинаково быстро развиваться.
Такой процесс получил название «параллельной эволюции», и с его помощью можно объяснить археологические находки, указывающие на схожесть культур, не имеющих контакт и расположенных на достаточно больших расстояниях друг от друга.
Стюард считал, что для различных климатических условий требуются различные способы приспособления к ним. Следовательно, географически удаленные друг от друга культуры будут развиваться в разных направлениях, и мы должны рассматривать разные виды культурной эволюции. Он также ввел понятие «культурная экология», суть которого заключается в приспособлении культуры к природным условиям и взаимодействия с ними, что отличается от понятий человеческой и социальной экологии, в которых с природой взаимодействует человек, а не культура.
Природные условия могут накладывать ограничения на развитие культур, которые зависят от уровня технологического развития в обществе и чем выше этот уровень, тем меньше наше общество зависит от окружающей среды и имеет более высокий уровень культуры.
Рассматривая изменения культур, Стюард разработал схему, описывающую социальную систему как треугольник, в основании которого находится окружающая среда, выше находится техноэкономика, занимающая большую часть, над ней располагается социально-политическая организация, а вершиной является идеология, занимающая самую малую часть фигуры.
Позднее в эту схему были внесены изменения благодаря критике Энтони Смита. Он заметил, что различных культур гораздо больше, чем сред обитания обществ, имеющих ту или иную культуру. Соответственно некоторые отличия культур должны зависеть от внутрикультурных способов развития. Вторым замечанием Смита было то, что уровень технологического развития и экономики зависит от эволюционной фазы, а религия и идеология на разных этапах развития цивилизации может играть разную роль. Таким образом, своими замечаниями Энтони Смит добавил временной показатель в схему социальных систем Стюарда.

## Марвин Харрис. Культурный материализм
Идеи Уайта и Стюарда были продолжены создателем концепции культурного материализма в неоэволюционизме Марвином Харрисом. Он выдвинул идею, что разница между культурами зависит от материальных потребностей человека. Но, чтобы удовлетворить их, обществу требуется технологии, соответствующие определенным природным условиям характерным для данного времени. Технологии зависят от природных особенностей конкретной территории и нацелены на оптимальную затрату ресурсов, имеющихся на этой территории, и на минимизацию трудовых и энергетических затрат.
Так возникают «равновесные» системы, которые легко вывести из строя, изменив один из их показателей. Если рассмотреть какую-либо объединенную группу людей, обитающих на определенной территории со своей культурой ресурсами и технологиями, обеспечивающими их существование, и резко увеличить население, то для его сохранения потребуется усовершенствование старых или поиск новых технологий, например для добывания пищи, или изготовления одежды и жилищ. С нахождением или усовершенствованием технологий это общество поднимется на новый уровень технического развития.
Харрис, так же как и Уайт уделял особое внимание обычаям различных культур, показывая, что за ними кроются четкие материальные основания, несмотря на то, что на первый взгляд обычаи эти кажутся нам абсурдными.

## Джерард Ленски
Яркими представителями неоэволюционизма в социологии являются Джерард и Жан Ленски, которые утверждают, что история человечества является не случайным набором событий, а закономерным рядом фактов. Они придерживаются мнения, что развитие технологии является основой для социокультурной эволюции. А главной тенденцией технологического развития является увеличение количества информации, необходимой человечеству для воздействия на технологии. Ленски, так же как и Стюард, считают, что развитие технологий являются основным фактором эволюции. С помощью технологии можно поделить историю на различные эволюционные фазы, такие, как собирательство и охота, появление сельского хозяйства и промышленности. Историю культур и искусства можно также поделить на определенные эволюционные периоды, выделяя при этом различные эпохи. Для примера можно рассмотреть рисунок. С развитием технических средств для рисования, таких, как различные виды красок, кистей и, используемого нами ежедневно, простого карандаша, человечество продвигалось от наскального рисунка к картинам эпохи Возрождения, современным художественным произведениям, а впоследствии появления граффити и получаемых с помощью графического планшета и компьютера трехмерных изображений. Таким образом, идеи неоэволюционизма актуальны в наши дни и будут актуальны в ближайшем будущем, потому, что эволюция не стоит на месте, с ростом потребностей развиваются технологии, а развитию технологий сопутствует развитие культуры.

## Российский неоэволюционизм
В России неоэволюционизм стал формироваться в 1960-е гг., когда в ходе дискуссии об азиатском способе производства начали появляться многолинейные подходы к изучению социальной эволюции. Многолинейные и нелинейные подходы в отечественном социальном эволюционизме наиболее последовательно отстаивают Л. С. Васильев, А. В. Коротаев и Н. Н. Крадин.